# Impatiens subcordata
Impatiens subcordata är en balsaminväxtart som beskrevs av George Arnott Walker Arnott. Impatiens subcordata ingår i släktet balsaminer, och familjen balsaminväxter. Inga underarter finns listade i Catalogue of Life.